# Зарядный рукав

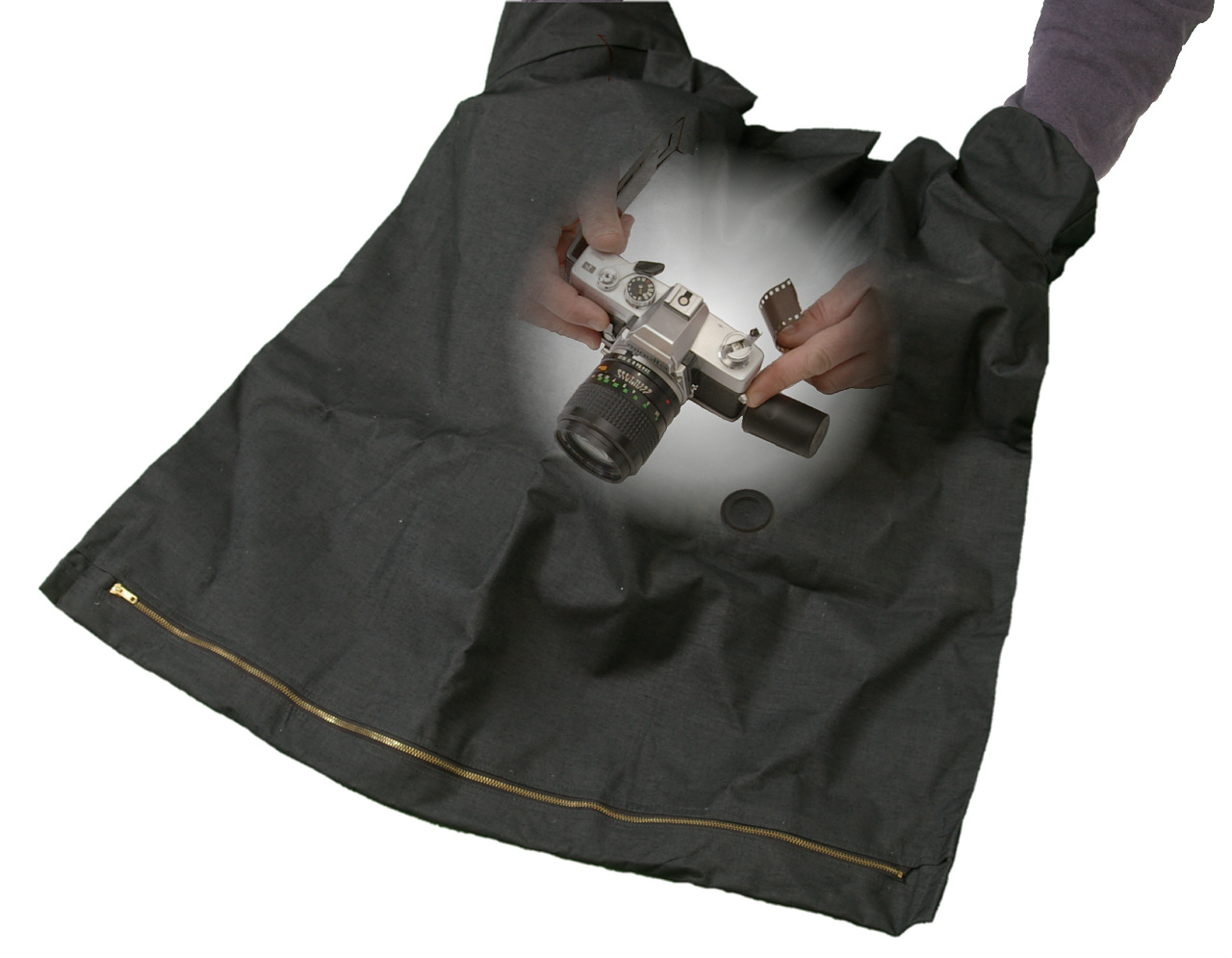
Перезарядка фотоаппарата в рукаве

Зарядный рукав — мешок из светонепроницаемой ткани с отверстиями для рук, предназначенный для перезарядки фотоаппарата или киносъёмочного аппарата, а также кассет со светочувствительной фотоплёнкой или киноплёнкой вне затемнённой фотолаборатории. В аналоговой фотографии считается необходимой фотопринадлежностью, позволяющей устранять последствия обрыва или другого повреждения плёнки в полевых условиях. Кроме того, позволяет заряжать проявочные бачки и обходиться без специализированного помещения.